# Alfred Burgardsmeier
Alfred Burgardsmeier (* 3. November 1890 in Essen; † 22. Juli 1962 in Bad Bocklet) war ein deutscher Kirchenhistoriker und Religionspädagoge.
Der Sohn des Volksschullehrers Heinrich Burgardsmeier studierte an den Universitäten Bonn und Münster 1910 bis 1913 Theologie, Deutsch und Geschichte. Am 10. August 1914 wurde Alfred Burgardsmeiner zum kath. Priester geweiht und wirkte als Kaplan in Aachen und Bonn bis 1921. 1920 wurde er in Bonn zum Dr. phil. mit einer Dissertation über François de Gravelle promoviert. Dann wirkte er als Religionslehrer an Berufs- und Handelsschulen und ab 1925 an der Oberrealschule Bonn. Ab Oktober 1926 wechselte er an das Dreikönigsgymnasium Köln. Zum 1. April 1928 wurde er Professor an der Pädagogischen Akademie Bonn, die im Mai 1933 zu einer Hochschule für Lehrerbildung wurde. Im November 1933 unterzeichnete er das Bekenntnis der Professoren an den deutschen Universitäten und Hochschulen zu Adolf Hitler. Ab 1937 wirkte er an der Hochschule für Lehrerinnenbildung in Koblenz. 1944 bis 1949 war er Pfarrer in Albertshausen (Bad Kissingen).
1947 folgte eine zweite Dissertation über Gott und Himmel in der psychischen Welt der Jugend vom 3. Schuljahr bis zum Ausgang des Volksschulalters; aufgrund eigener Erhebungen in Köln und Bonn an der Universität Freiburg (Breisgau). 1949 wurde er Professor für Katechetik und Religionspädagogik in Münster bis zur Emeritierung 1957. 1951/52 leitete er als Dekan die Theologische Fakultät. Burgardsmeier verfasste zahlreiche Schulbücher zur Kirchengeschichte („Licht und Leben“) und Schriften zur Religionspädagogik.

## Schriften
- Religiöse Erziehung in psychologischer Sicht, Patmos Düsseldorf, 2. Aufl. 1955